# Cuphead
Cuphead là một trò chơi vừa chạy vừa bắn được phát triển và phát hành bởi StudioMDHR vào năm 2017. Trò chơi được lấy cảm hứng từ phong cách hoạt hình ống cao su được sử dụng trong phim hoạt hình của những năm 1930, như tác phẩm của Fleischer Studios và Walt Disney Animation Studios, và tìm cách mô phỏng phẩm chất lật đổ và siêu thực của họ.
Cuphead có một hoặc hai người chơi điều khiển hai nhân vật Cuphead và em trai Mugman của mình để chiến đấu qua nhiều cấp độ mà đỉnh cao nhất là đấu với trùm cuối, để trả nợ cho quỷ dữ. Trò chơi được ca ngợi vì phong cách nghệ thuật và được ghi nhận về độ khó thử thách. Đó là cả một thành công quan trọng và thương mại, giành được một số giải thưởng và bán được hơn năm triệu bản trong vòng hai năm. Một loạt phim hoạt hình dựa trên trò chơi đang được Netflix sản xuất.

## Lối chơi
Lối chơi của Cuphead tập trung vào các trận đánh trùm liên tục, xen kẽ với các màn vừa chạy vừa bắn. Tất cả các thế giới, trừ thế giới cuối bao gồm một lăng mộ nơi người chơi phải vượt qua những con ma trước khi họ chạm vào một chiếc bình, phần thưởng cho họ là chiêu Siêu cấp khi hoàn thành thử thách. Mỗi màn chiến đấu với trùm và các màn vừa chạy vừa bắn này được đặt ở một trong bốn thế giới khác nhau, với thế giới thứ tư chứa đựng cuộc chiến cuối cùng chống lại chính Quỷ Dữ. Mỗi trận đánh trùm bao gồm một chế độ khó đơn giản, bình thường và khó nhằn (ngoại trừ hai trùm cuối, đều không hề có chế độ dễ). Đánh bại mọi con trùm ở chế độ bình thường là bắt buộc để hoàn thành trò chơi, trong khi chế độ chuyên gia được mở khóa khi hoàn thành. Trong khi hầu hết các trận đánh trùm diễn ra trên đất liền, thay vào đó, một số trùm được chiến đấu trên máy bay ở các cấp độ chơi giống như màn hình cuộn bên bắn chúng. Trò chơi cũng bao gồm các yếu tố nhập vai và trình tự cấp độ phân nhánh. Nhân vật của người chơi có mạng vô hạn, duy trì tất cả trang bị dù các lần chết. Có thể mua vũ khí trang bị và khả năng đặc biệt được gọi là "Bùa lợi" từ cửa hàng bằng cách sử dụng tiền xu. Các nhân vật của người chơi có chiêu phản đòn có thể được sử dụng trên một số đối tượng được đánh dấu màu hồng, với nhiều hiệu ứng khác nhau, quan trọng nhất trong số họ là tăng một "siêu mét" cho phép tấn công mạnh mẽ hơn. Siêu mét được thể hiện bằng cách chơi bài. Người chơi có thể sử dụng chiêu EX với một lá bài, với chiêu thức được sử dụng tùy thuộc vào vũ khí được trang bị.
Sau khi hoàn thành một cấp độ, người chơi được xếp hạng dựa trên quá trình của họ, dựa trên các yếu tố như thời gian thực hiện để hoàn thành cấp độ, sát thương tránh được và số lượng các cuộc tấn công ngang bằng. Các cấp độ có thể truy cập thông qua góc nhìn từ trên xuống dưới góc nhìn thế giới với các khu vực bí mật của riêng nó. Trò chơi cũng có chế độ hai người chơi lân cận.

## Cốt truyện
Ở Inkwell Isles, Cuphead và em trai của cậu, Mugman, là hai chú nhóc cốc đáng yêu, vui vẻ sống dưới con mắt thận trọng của Cụ Ấm. Bỏ qua những lời cảnh báo của cụ, hai anh em vào Sòng bạc của quỷ dữ và bắt đầu chơi craps. Khi họ giành chiến thắng, Quỷ dữ đề nghị nâng cao phần thưởng. Nếu Cuphead và Mugman có thể thắng thêm một lần nữa, họ sẽ nhận được tất cả tiền trong sòng bạc; nếu không, Quỷ dữ sẽ lấy linh hồn của họ. Cuphead thua bởi mắt rắn, Cuphead và Mugman cầu xin sự dung thứ. Quỷ dữ đã thỏa thuận với hai anh em là: nếu gom được hết "hợp đồng linh hồn"  vào nửa đêm ngày hôm sau, và thì hắn có thể sẽ tha cho hai anh em. Rồi hai anh em tới gặp Cụ Ấm, người cho họ một lọ thuốc cho phép họ bắn những viên đạn để hỗ trợ trong nhiệm vụ của họ, nhưng cũng cảnh báo họ rằng những con nợ có thể thay đổi hình dạng vật lý trong nỗ lực ngăn chặn họ.
Hai anh em đi vòng quanh Quần đảo Inkwell, đấu với các con nợ để có được hợp đồng. Khi vào hòn đảo
thứ hai, Cụ Ấm thông báo cho họ về việc "làm điều đúng đắn" khi họ chống lại Quỷ dữ một lần nữa. Khi họ
có hợp đồng, họ quay trở lại Sòng bạc của quỷ, nhưng người quản lý của hắn, King Dice chặn lại. Tuyên
bố rằng họ đã thua cược với Quỷ Dữ, hắn buộc hai anh em phải đấu với một số tay sai của mình trước
khi đối đầu trực tiếp với chúng. Sau khi hai anh em đánh bại King Dice, người chơi phải chọn có đưa hợp
đồng cho Quỷ không. Nếu người chơi chuyển giao hợp đồng, Quỷ biến hai anh em thành tay sai của hắn,
và trò chơi kết thúc (Bad ending); nếu không, Quỷ sẽ trở nên giận dữ với anh em từ chối tôn trọng thỏa
thuận của họ và tự tay nghiền nát hai anh em. Cuphead và Mugman đã đánh bại hắn, đốt cháy hợp đồng
và chạy về nhà. Biết rằng họ không còn bất cứ điều gì để sợ từ Quỷ dữ, các cựu chủ nợ tôn vinh hai anh
em vì hành động anh hùng của họ.